# ABC News Radio

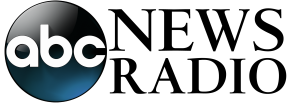
Das Logo von ABC News Radio

ABC News Radio ist der Hörfunkdienst von ABC News, einem Unternehmen des US-ABC Television Network. Seine Programme verbreitet das Netzwerk mittels Skyview Networks an seine Affiliates. ABC News Radio ist der größte kommerzielle Radionachrichtenproduzent in den USA. Ein wichtiger Konkurrent ist Fox News Radio.
ABC Radio war das erste Medium, das den Tod von Präsident John F. Kennedy am 22. November 1963 meldete. Früher hieß der Dienst ABC Radio News.
Mittels Citadel Media werden die stündlichen Nachrichtenprogramme von 2.000 Affiliates übernommen. Seit den 2000er Jahren experimentiert ABC News Radio auch mit Angeboten im Bereich der „News on Demand“.